# Clock Tower 2 (PlayStation)
Clock Tower (Clock Tower 2 en Japón) es el segundo videojuego de la saga de videojuegos de terror Clock Tower, siendo lanzado para PlayStation. En el también aparecen Jennifer, protagonista del Clock Tower original para Super Nintendo, y Hellen Maxwell. Se puede optar entre ambos personajes para jugar.

## Modo de juego
Clock Tower es un survival horror Point and Click que cuenta con la interfaz de las aventuras gráficas para PC, pero con el manejo adaptado al mando de la videoconsola.
El juego se divide en tres escenarios, que incluyen un prólogo en el que se decide cuál será el personaje principal que controlará el jugador. En este prólogo el jugador controla a Samuel Barton. En el primer escenario, controlará o bien a Jennifer Simpson o bien a Helen Maxwell. En el segundo escenario, controlará a Nolan, Stan o a Helen. Entre escenarios se da una intermisión, en la que el jugador deberá explorar la ciudad y reunir pistas antes de pasar al siguiente nivel.

## Argumento
Un año después de los asesinatos ocurridos en la mansión Barrows, Jennifer Simpson, una de los dos supervivientes, fue adoptada por Hellen Maxwell, la asistente de un renombrado psiquiatra, el cual está llevando a cabo un tratamiento para hacerle recordar lo que ocurrió en la mansión, y así aclarar el misterioso asunto del scissorman (hombre de las tijeras). El otro superviviente es un niño con amnesia al que llaman Edward.
Todo Noruega habla del asesino de las tijeras debido a la prensa sensacionalista. Aunque Jennifer creía que estaba muerto, reapareció...
La gente de su entorno fue asesinada por un demente, y Jennifer tendrá que enfrentarse de nuevo cara a cara y descubrir junto con Helen el misterio que hay en torno a él para acabar con él de una vez por todas. Pero ¿Se trata del mismo asesino? Y si es así ¿cómo puede haber vuelto de entre los muertos? Jennifer, ayudada por la psicóloga criminal Helen Maxwell deberá encontrar rápido la respuesta a dichas preguntas si quiere sobrevivir.
Toda acción en el juego determina quién sobrevivirá y qué final obtendrás. El juego tiene algo de aleatoriedad que es principalmente jugada en el primer escenario.

## Personajes

### Jennifer Simpson
La joven de quince años que sobrevivió a los asesinatos en la mansión Barrows. Jennifer perdió a sus padres muy joven y creció en el orfanato Granite. Después de escapar de la mansión Barrows, y acabar con los demoníacos gemelos Bobby y Dan, fue adoptada por Helen Maxwell, quien estudia su caso para sus investigaciones. Jennifer es utilizada por el profesor Barton como sujeto de investigación. En el escenario final del juego, si juegas con Helen, Jennifer puede morir apuñalada por Scissorman en la capilla del Castillo Barrows si no disparas al asesino a tiempo.

### Helen Maxwell
Ayudante del profesor Barton, Helen fue quién adoptó a Jennifer tras los acontecimientos de la Mansión Barrows en el primer Clock Tower, algo que, por desgracia, la convierte en el 2º objetivo del Hombre de las tijeras.
Es una persona tranquila y amable, su relación con Jennifer no es exactamente madre-hija, más bien es como si Helen fuera la hermana mayor de Jennifer, siempre se preocupa por ella y se asegura de que está bien en todo momento. Si juegas con Jennifer, Helen corre riesgo de morir en el castillo a menos que la saques a tiempo de la caja donde está prisionera.

### Nolan Campbell
Reportero de un periódico sensacionalista interesado en el asesino de las tijeras. Es un hombre joven, dispuesto a lo que sea para averiguar el misterio de los brutales asesinatos. Jennifer está enamorada de él, en uno de los finales llega a besarle. También puede morir si juegas con Helen, a menos que le rescates a tiempo del ataúd donde está encerrado en el castillo.

### Stan Gotts
El inspector "asistente" Gotts trabaja en la policía de Noruega y es el encargado de investigar los asesinatos de la Mansión Barrows. No cree la historia de Jennifer, creyendo que la niña está afectada por el shock, y está convencido de que el Hombre de las tijeras es un ser humano y no un monstruo demoníaco tal como Jennifer lo describe, sin embargo, a medida que la historia avanza, se ve obligado a reconsiderar sus teorías... Acaba volviéndose un gran amigo de Helen. Siempre sobrevive al final si juegas con Helen, mientras que si lo haces con Jennifer, puedes encontrarle inconsciente en la sala de torturas del Castillo Barrows, o bien muerto en uno de los aparatos de tortura.

### Samuel Barton
Psicólogo de Jennifer, trata de descubrir qué pasó en la torre del reloj mediante la hipnosis, ya que piensa que Jennifer estaba demasiado asustada en la torre del reloj, y que lo que vio no fue un monstruo con unas tijeras enormes, sino que su miedo le hizo interpretar eso. En el escenario de Helen resulta ser el 2º Scissorman, ya que su obsesión por el caso y de meterse en el papel del asesino había provocado que desarrollase una 2º personalidad maligna. Si este es el caso, muere tiroteado por Helen en la capilla del Castillo Barrows cuando se disponía a sacrificar a Jennifer, arrepintiéndose de lo que había hecho en sus últimos instantes de vida. En el escenario de Jennifer, en cambio, le ayuda a traducir una nota escrita en latín o bien le encuentras ahorcado por Scissorman.

### Harris Chapman
El asistente del profesor Barton, que estudia psicología criminal y tiene una obsesión fija en Jennifer. Si juegas con Jennifer, él resulta ser el falso Scissorman, porque el verdadero asesino le prometió que le daría a Jennifer si se hacía pasar por él. Se disfraza de Scissorman y trae a Jennifer al Castillo Barrows en esa versión, pero luego es traicionado y asesinado por el verdadero Scissorman, quien lo empala con sus tijeras. En el escenario final de Helen, lo encuentras escondido en la cocina, y le da a Helen una llave que te da el final C si la usas, o también puedes encontrarle decapitado, y su cabeza dentro de un cubo.

### Edward
Un niño amnésico que fue encontrado en la Mansión Barrows por la policía y puesto bajo tutela de Kay, una profesora del orfanato Granite al considerársele testigo de los hechos del caso Barrows junto con Jennifer. Parece un niño normal y amable, al que le encanta leer, y que en una de las versiones ayuda a Helen cuando se quedan atrapados en la biblioteca con Scissorman avisando a la policía, pero su verdadera identidad es descubierta por Helen/Jennifer al final de la historia. Él es realmente Dan Barrows, el hermano de Bobby, que logró renacer con otro cuerpo después de que Jennifer lo quemase vivo en el sótano de la Mansión Barrows, y el verdadero Scissorman. Finalmente es destruido al ser aspirado de vuelta al infierno por un portal que había en la cripta del Castillo Barrows.

### John Barrows
Aparece mencionado en documentos del Castillo Barrows. Fue el primer Scissorman, previo a Bobby y Dan, que vivió en la Edad Media, y mataba principalmente niños pequeños tras obligarles a jugar a un macabro juego del escondite, como Bobby. Fue asesinado por su propio padre, Quentin Barrows, para evitar que siguiera matando. Jennifer encuentra su cadáver momificado en el castillo, dentro de un ataúd de mármol, con una llave en su mano.

### Finales alternativos
Al igual que su predecesor, este juego cuenta con distintos finales dependiendo de a quien escogas (Jennifer o Helen).

### Finales de Jennifer
- Final A

En este final Jennifer encuentra el pasadizo subterráneo por la fuente del castillo Barrows con la ayuda de un mapa. Después de descubrir que Edward era Scissorman (revelando también de que era Dan, el monstruo que ella vio en el juego anterior), ella lo empuja al vórtice con el hechizo de la puerta (que puede ser traducido por ya sea Helen o el profesor Barton) y se escapa de su agarre al apuñalarlo con una daga que encontró en la capilla en donde estaba Quentin Barrows. Ella y Nolan son atrapados en los restos del castillo después de que se derrumba. Luego de una conversación romántica, son rescatados por Helen. 
- Final B

Jennifer abre el vórtice con el hechizo y Edward es jalado hacia el. Sin embargo, incapaz de salir de su alcance, ella también es jalada hacia el vórtice. La escena que sigue muestra a Helen y Nolan visitando su tumba.
- Final C

Jennifer encuentra a Scissorman en la caverna y lo reconoce cuando la llama por su nombre. Antes de que ella pueda tener la oportunidad, es apuñalada por Kay. La escena que sigue muestra una reportera que está afuera del castillo informando el incidente, indicando que se han encontrado muchos cuerpos de hombres y mujeres mutilados. El equipo de rescate detrás de ella anuncia que tienen un sobreviviente y se viene en una camilla. Desgraciadamente, Edward resulta ser el sobreviviente, y rápidamente abre los ojos y sonríe.
- Final D

Debajo de la fuente en el patio, Jennifer se encuentra a Edward, quien le dice que ha encontrado una salida. Ella camina hacia la puerta que está detrás de él, pero antes de que ella pudiera llegar a la puerta, él la apuñala por la espalda, matándola, y su reflejo (Edward) se muestra en su sangre.
- Final E

Jennifer está en su habitación escribiendo en su diario sobre cómo nunca se encontró la Estatua del demonio. Luego escucha un sonido metálico familiar que se aproxima a su ventana y se asusta, sugiriendo que Scissorman se acerca.

### Finales de Helen
- Final A

Helen le dispara a Scissorman antes de que él pudiera matar a Jennifer en la iglesia, solo para descubrir que él es el profesor Barton. Después de que el profesor le dice a ella por qué se vestía como Scissorman, Helen informa a Gotts y Jennifer de lo sucedido. Gotts pregunta si el caso está cerrado, pero Helen dice que el Scissorman todavía está vivo y que hasta que el muera, esto aún no ha acabado. Ella encuentra al verdadero Scissorman (que en realidad es Edward pero no es reconocido como Dan) debajo de la fuente y lo atrapa en el vórtice usando el hechizo de la puerta. Aunque Edward logra agarrar a Helen, Gotts le dispara antes de que él pueda llevarse a Helen con el. Ella al final ayuda a Jennifer a salir de los restos de la mansión Barrows, mientras se abrazan y diciendo: "Se acabó".
- Final B

Este final es idéntico al Final B de Jennifer, pero la escena final cambia. Después de abrir el vórtice, Scissorman es jalado, pero él también consigue jalar a Helen también. La siguiente escena después muestra a la reportera del final C de Jennifer, cubriendo el incidente. Luego la cámara se acerca a un par de tijeras familiares que se encuentran sobre los escombros del lugar, y en ese momento la mano de Edward (Scissorman) se levanta de los restos.
- Final C

Después de pasar bajo la fuente, Helen encuentra al profesor Barton. Él le dice que ha encontrado algo detrás de él que ayudaría a resolver el caso y que ella debería de investigarlo, pero después de que Helen pasa junto a él, este la apuñala por la espalda, asesinándola. La escena que sigue muestra a Gotts visitando su tumba.
- Final D

Helen dispara y mata a Scissorman antes de que él pudiera matar a Jennifer en la iglesia, solo para descubrir que él es el profesor Barton. Después de que el profesor le dice a ella por qué se disfrazó de Scissorman, Helen informa a Gotts y Jennifer de lo sucedido. Ellos concluyen que el profesor Barton fue el verdadero Scissorman todo este tiempo, y el juego termina.
- Final E

Este final contaría como una continuación del mismo final que Jennifer. Helen entra al cuarto de Jennifer para revisar a Jennifer antes de irse a la cama, solo para encontrar a la chica con un par de tijeras pequeñas enterradas en su espalda. Luego esta corre hacia donde esta Jennifer, sin darse cuenta de que Scissorman esta escondido detrás de la puerta, y la pantalla se desvanece en negro. 
- Datos: Q2571444